# Leptoneta yongdamgulensis
Leptoneta yongdamgulensis là một loài nhện trong họ Leptonetidae.
Loài này thuộc chi Leptoneta. Leptoneta yongdamgulensis được miêu tả năm 1969 bởi Paik & Namkung.